# Marion Kische
Marion Kische född den 30 mars 1958 i Dresden, Tyskland, är en östtysk gymnast.
Hon tog OS-brons i lagmångkampen i samband med de olympiska gymnastiktävlingarna 1976 i Montréal.